# Arroyo del Corral de Piedra
Der Arroyo del Corral de Piedra ist ein Fluss in Uruguay.
Er entspringt nahe dem Punkt des Aufeinandertreffens der Departamento-Grenzen von Flores, Florida und San José unmittelbar nördlich der Quelle des Arroyo Chamizo. Von dort verläuft in nördliche Richtung auf dem Gebiet von Flores und mündet als linksseitiger Nebenfluss in den Arroyo Maciel.